# Cima delle Lobbie
La Cima delle Lobbie è una montagna delle Alpi Cozie alta 3.015 m. Si trova sulla dorsale tra valle Varaita e valle Po. È il tremila più a sud del gruppo del Monviso.

## Caratteristiche
La montagna si erge sulla dorsale che, dal Monviso, scende a separare le valli Varaita e Po. Dal lato della valle Varaita, si trova alla testata del vallone dei Duc, mentre dal lato della valle Po domina il piano Gallarino. La vetta, completamente in territorio italiano, è il punto di unione dei territori comunali di Sampeyre e Casteldelfino in valle Varaita, e di Oncino in valle Po.
La dorsale principale piega in corrispondenza della vetta. Dal Monviso, la dorsale scende in direzione sud-sud-est fino alla cima; da qui piega decisamente ad est, fino a raggiungere la punta Rasciassa. Dalla vetta si diparte una dorsale secondaria, che scende verso la valle Varaita in direzione sud-ovest, costituendo lo spartiacque in sinistra orografica del vallone dei Duc.
La montagna è una specie di torrione, circondato da canaloni e speroni rocciosi. La vetta è bifida: la vetta più elevata, quella nord-est, è separata da quella secondaria di sud-ovest da uno stretto intaglio.
Alle sue pendici si sviluppa il Bosco dell'Alevè, il più grande bosco di pino cembro d'Europa. Sul versante nord esiste un esemplare di pino cembro che, all'altitudine di 2.950 metri, è il più alto di tutto il suo areale.
Il nome potrebbe derivare dal piemontese lobia (= balcone), con riferimento alla posizione panoramica. Secondo alcuni, deriverebbe invece dal franco-provenzale labia (= lastra di pietra).

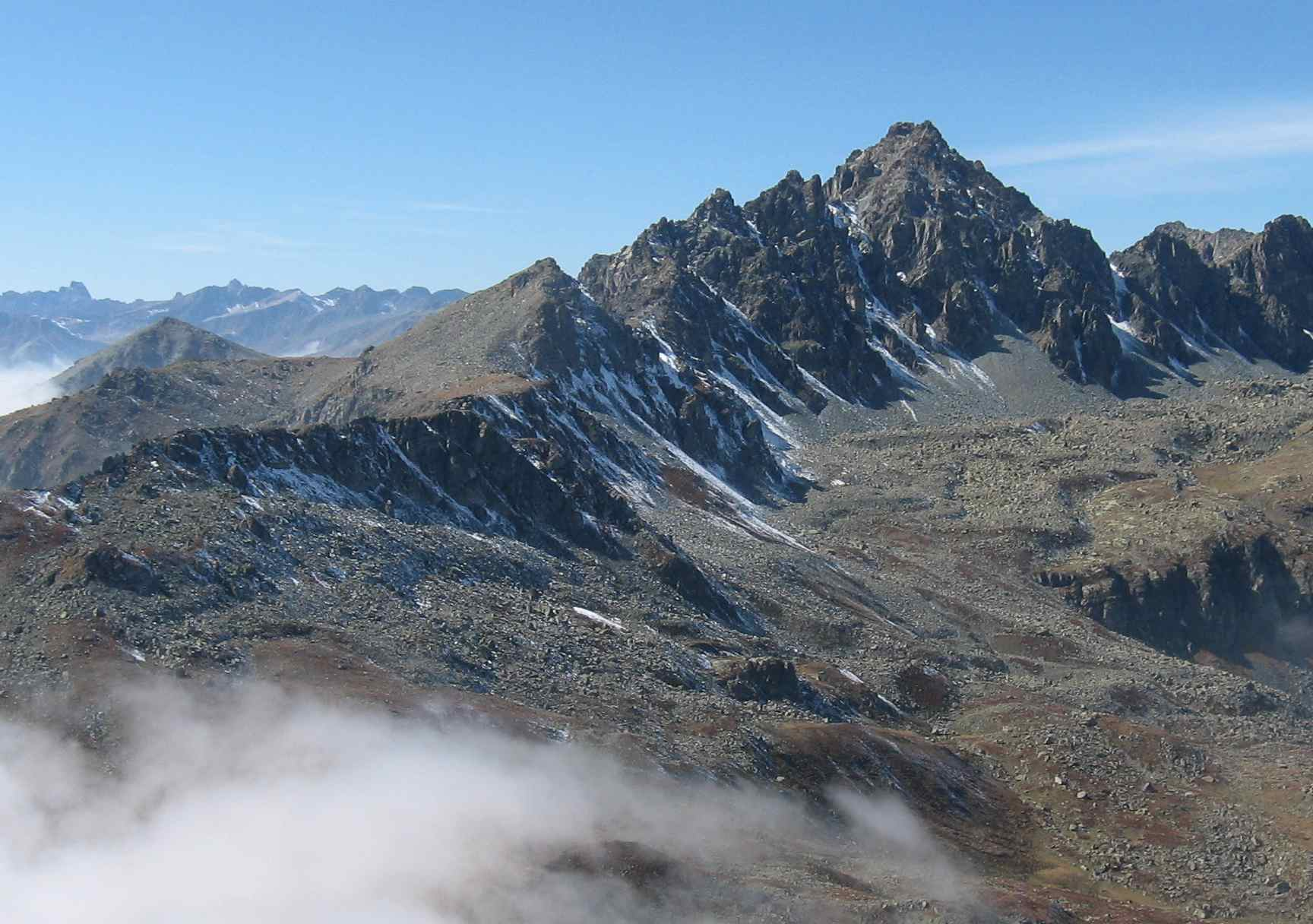
La Cima delle Lobbie vista dalla Punta Rasciassa

## Ascensione alla vetta
La via normale si sviluppa sul versante nord-ovest. Partendo dalla frazione Castello di Pontechianale (1.580 m), oltrepassato il rifugio Bagnour e il bosco dell'Alevé si risale il lungo vallone dei Duc su prati e vaste pietraie fino al passo dei Duc (2.796 m). Da qui si ascende un ripido canalone detritico (innevato fino ad estate inoltrata) che porta sulla spalla della montagna, a pochi metri dalla vetta. Con alcuni passi di arrampicata (II grado) su una placca inclinata e successive roccette si giunge in cima. Sulla vetta è presente una croce metallica posta nel 2003 dal Cai di Beinette. Il percorso è di tipo alpinistico, con difficoltà valutata in F+.
Il passo dei Duc può essere raggiunto anche dalla valle Po, risalendo dal pian Gallarino.
Per l'ascensione dalla valle Varaita, ci si può appoggiare al rifugio Alevè ed al rifugio Bagnour; per quella dalla valle Po, al rifugio Alpetto ed al rifugio Quintino Sella.
Gli alpinisti Ercole Daniele, Carlo Ratti e Alberto Viglino, primi salitori della Cima delle Lobbie nella primavera del 1897, percorsero la ben più impegnativa cresta sud-ovest, valutata di difficoltà AD.

### Accesso invernale
La vetta è accessibile anche in inverno con un itinerario di sci alpinismo. Si risale al passo dei Duc dalla valle Po o dalla valle Varaita, e poi si risale il canalone nord-ovest con gli sci fino alla spalla. Da qui si può raggiungere la vetta come in estate. L'itinerario ha una difficoltà valutata in D, con passaggi di sci alpinismo fino a S4 e S5.